# Lannafors
Lannafors är en bebyggelse vid Garphytteån i Tysslinge socken i Örebro kommun. Mellan 2015 och 2020 avgränsade SCB här en småort.